# Борівська селищна територіальна громада
Борівська селищна територіальна громада — об'єднана територіальна громада в Україні, в Ізюмському районі Харківської області. Адміністративний центр — селище Борова.
Площа громади — 879,4 км2, населення громади — 15 972 осіб (2020)
Утворена 12 червня 2020 року шляхом об'єднання Борівської селищної ради та Богуславської, Вищесолоненської, Гороховатської, Ізюмської, Першотравневої, Підвисочанської, Підлиманської, Піско-Радьківської і Чернещинської сільських рад Борівського району Харківської області. Перші вибори селищної ради та селищного голови Борівської селищної громади відбулися 25 жовтня 2020 року.

## Населені пункти
До складу громади входять 2 селища (Борова, Степи) та 36 сіл (Андріївка, Бахтин, Богуславка, Бойні, Борівська Андріївка, Вишневе, Вище Солоне, Гаврилівка, Голубівка, Гороховатка, Дружелюбівка, Загризове, Зелений Гай, Ізюмське, Калинове, Копанки, Лозова, Маліївка, Мирне, Нижня Журавка, Нижче Солоне, Нова Кругляківка, Новий Мир, Новоплатонівка, Новосергіївка, Ольгівка, Парнувате, Підвисоке, Підлиман, Піски-Радьківські, Степове, Червоний Став, Чернещина, Шийківка, Ясинувате).